# Abbott i Costello spotykają Frankensteina
Abbott i Costello spotykają Frankensteina (ang. Bud Abbott, Lou Costello Meet Frankenstein) – amerykański film komediowy z 1948 roku w reżyserii Charlesa Bartona, będący parodią popularnych horrorów z lat trzydziestych i czterdziestych dwudziestego wieku. W rolach głównych wystąpił amerykański duet aktorski Abbott i Costello.

## Fabuła
Hrabia Drakula chce ożywić potwora Frankensteina przez wszczepienie mu mózgu Wilbura Greya. Dodatkowo pojawia się wilkołak Larry Talbot, który usiłuje ostrzec Wilbura i jego przyjaciela Chicka Younga o grożącym im niebezpieczeństwie.

## Obsada
- Bud Abbott – Chick Young
- Lou Costello – Wilbur Grey
- Béla Lugosi – Dracula/dr Lajos
- Lon Chaney Jr. – Larry Talbot/wilkołak
- Jane Randolph – Joan Raymond
- Lénore Aubert – dr Sandra Mornay
- Charles Bradstreet – dr Stevens
- Frank Ferguson – Mr McDougal
- Glenn Strange – potwór Frankensteina
- Vincent Price – niewidzialny człowiek (głos)